# Інгуська автономна область

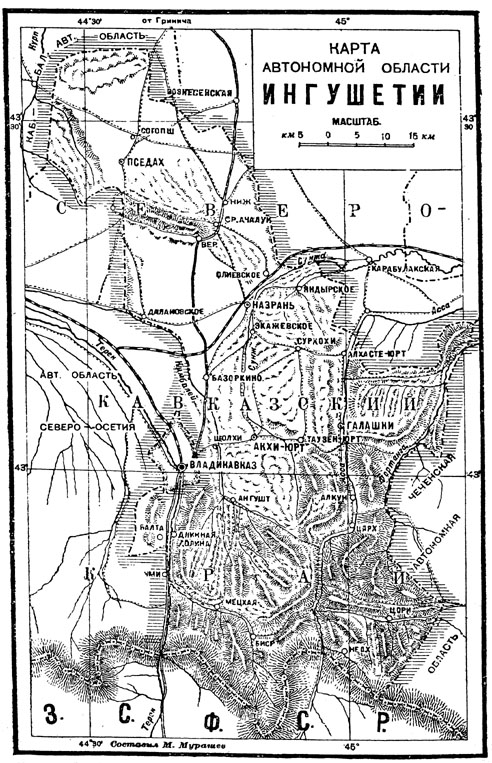
Інгуська АО, 1931

Інгуська автономна область, Інгуська АО (інг. ГІалгІай автономни область, рос. Ингушская автономная область) — адміністративно-територіальна одиниця в складі РРФСР, що існувала в 1924-1934 роках .
Центр — місто Владикавказ.

## Історія
Інгуська АО була утворена 7 листопада 1924 з Інгуського національного округу скасованої Горської АРСР. Центром області було призначено місто Владикавказ, яке не входило до складу області, мало статус автономного міста і було також центром Північно-Осетинської АО .
З 16 жовтня 1924 року Інгуська АО у складі Північно-Кавказького краю.
15 січня 1934 Інгуська АО була об'єднана з Чеченською АО в Чечено-Інгуську АО.

## Адміністративний поділ[1]
Спочатку область мала поділ на 3 райони: Ачалуцький (с. Пседах), Горний (с. Ахкі-Юрт) і Назрановський.
8 березня 1926 Ачалуцький район було перейменовано в Пседахський, а Горний район розкраяно на Галашкинський і Пригородний (м. Владикавказ).
Станом на 1 жовтня 1931 до складу області входили 4 райони:
1. Галашкинський район — с. Галашки
2. Назрановський — с. Назрань
3. Пригородний — м Орджонікідзе
4. Пседахський — с. Пседах

## Населення
За результатами всесоюзного перепису населення 1926 року населення області становило 75 133 осіб.
Національний склад населення розподілявся таким чином:
| Національність | Населення, чол. | Кіл-сть, % |
| -------------- | --------------- | ---------- |
| Інгуші         | 62 230          | 83,6       |
| Чеченці        | 10 972          | 14,8       |
| Росіяни        | 922             | 1,2        |
| Осетини        | 317             | 0,4        |

## Ресурси Інтернету
- Административно-территориальное деление РСФСР [Архівовано 26 січня 2012 у Wayback Machine.]